# Edward Thorndike
Edward Lee Thorndike (ur. 31 sierpnia 1874 w Williamsburg Massachusetts, zm. 9 sierpnia 1949 w Montrose, New York) – amerykański psycholog, współtwórca psychologii wychowawczej, prawa efektu, teorii koneksjonizmu. 
Był pierwszym badaczem, który podjął eksperymentalne badania laboratoryjne nad zachowaniem zwierząt. Otrzymał honorowe stypendium wielu uniwersytetów, był członkiem National Academy of Sciences, przewodniczącym American Psychological Association oraz American Association for the Advancement of Science. 

## Działalność
Thorndike zajmował się odruchami instrumentalnymi. Przyjął, że zwierzę (także człowiek) znajdujące się w odpowiednim stanie motywacyjnym może nauczyć się reakcji ruchowej lub złożonego aktu zachowania (wykształcić odruch warunkowy typu instrumentalnego).
Bodziec obojętny (ruch ręką lub komenda głosowa) → reakcja (podanie łapy) → wzmocnienie (kawałek mięsa). W tym wypadku pies uczy się (podlega warunkowaniu), kojarząc w czasie bodziec obojętny ze swoją konkretną reakcją (ważny jest poziom motywacji).
Najbardziej znaną teorią Thorndike'a jest tzw. prawo efektu (ang. law of effect) - reakcja, która spowodowała satysfakcjonujący rezultat, w danej sytuacji, będzie z większym prawdopodobieństwem powtarzana w przyszłości; natomiast reakcja, która spowodowała niesatysfakcjonujący rezultat, będzie z większym prawdopodobieństwem niepowtarzana w przyszłości. Prawo to dotyczy wszystkich zwierząt (również ludzi).
W 1898 rozpoczął nauczanie psychologii w college'u dla kobiet na Western Reserve University w Cleveland, Ohio; w 1899, na skutek rekomendacji W. Jamesa, został wykładowcą psychologii w Teachers College, Columbia University, tytuł profesora psychologii wychowania i nauczania otrzymał w 1904, w 1922 dodatkowo pełnił obowiązki dyrektora sekcji psychologii w Institute od Educational Research; na emeryturę przeszedł w 1940, nie zaprzestając działalności pisarskiej, w 1949 opublikował Selected Writings From a Connectionist's Psychology.

## Publikacje
Jest autorem ponad 500 opublikowanych prac. Wyróżniane są m.in.:
- Educational Psychology (1903)
- Introduction to the Theory of Mental and Social Measurements (1904)
- The Elements of Psychology (1905)
- Animal Intelligence (1911)
- The Teacher's Word Book (1921)
- The Psychology of Arithmetic (1922)
- The Measurement of Intelligence (1927)
- Human Learning (1931)
- A Teacher's Word Book of the Twenty Thousand Words Found Most Frequently and Widely in General Reading for Children and Young People (1932)
- The Fundamentals of Learning (1932)
- The Psychology of Wants, Interests, and Attitudes (1935)
- The Teacher's Word Book of 30,000 Words (współautor: Irving Lorge[1]) (1944)